# Melanostomias pollicifer
Melanostomias pollicifer is een straalvinnige vissensoort uit de familie van Stomiidae. De wetenschappelijke naam van de soort is voor het eerst geldig gepubliceerd in 1978 door Parin & Pokhil'skaya.